# Thomas Pelham-Clinton
Thomas Pelham-Clinton (ur. 1 lipca 1752, zm. 18 maja 1795) – brytyjski arystokrata, wojskowy i polityk, młodszy syn Henry’ego Clintona, 2. księcia Newcastle i lady Catherine Pelham, córki Henry’ego Pelhama. Dziedzicem tytułów ojcowskich został po śmierci starszego brata Henry’ego Fiennesa i jego syna Henry’ego, w 1779 r.
Kształcił się w Academy of Angers, później wstąpił do wojska. Brał udział w wojnie o niepodległość Stanów Zjednoczonych, jako adiutant swojego krewnego, generała sir Henry’ego Clintona. Później był adiutantem króla Jerzego III. W 1787 r. uzyskał stopień generała-majora.
Próbował również swych sił w karierze politycznej. Był dwukrotnie członkiem Izby Gmin - w latach 1774–1780 z okręgu Westminster i w latach 1781–1794 z East Retford. Po śmierci swojego ojca w 1794 r. odziedziczył tytuł księcia Newcastle i miejsce w Izbie Lordów. Nigdy nie uzyskał znaczącego stanowiska państwowego, pomimo swych licznych koneksji. Musiał się zadowolić urzędami lokalnymi, np. Stewartem Lasu Sherwood, czy Lordem Namiestnikiem Nottingham.
2 maja 1782 r. poślubił Annę Marię Stanhope (ok. 1760 - 18 października 1834), córkę Williama Stanhope’a, 2. hrabiego Harrington i lady Caroline FitzRoy, córki 2. księcia Grafton. Thomas i Anna mieli razem dwóch synów i dwie córki:
- Henry Pelham Pelham-Clinton (30 stycznia 1785 - 12 stycznia 1851), 4. książę Newcastle
- Anna Maria Pelham-Clinton (zm. 31 maja 1807), żona marszałka polnego Stapletona Cottona, 1. wicehrabiego Combermere, nie miała dzieci
- Thomas Pelham-Clinton (zm. 8 października 1804)
- Charlotte Pelham-Clinton (zm. 23 maja 1811)

Małżeństwo to spotkało się oporem ze strony ojca pana młodego, który wydziedziczył syna. Tak więc w 1794 r. Thomas odziedziczył tytuł książęcy, ale nie odziedziczył posiadłości ziemskich, które miały przypaść jego synowi, Henry'emu.
Newcastle zmarł nagle w 1795 r. wskutek wymiotów spowodowanych kokluszem.